# Петров, Евгений Анатольевич
Евгений Анатольевич Петров (род. 13 апреля 1957, Челябинск) — российский учёный в области наноиндустрии и технологии получения высокоэнергетических материалов промышленного и специального назначения, доктор технических наук, профессор, лауреат Государственной премии РФ (1994).
Родился 13 апреля 1957 года в Челябинске.
В 1980 году окончил с отличием Казанский химико-технологический институт по специальности «химия и технология гетерогенных систем».
С 1980 года работает в НПО (с января 1997 года федеральный научно-производственный центр, ФНПЦ) «Алтай»: инженер, начальник отдела взрывчатых веществ промышленного и специального назначения.
С 1999 года также преподаёт и ведёт научную деятельность в Бийском технологическом институте (филиал АлтГТУ им. И. И. Ползунова), с 2010 года зав. кафедрой «Химическая технология энергонасыщенных материалов и изделий (ХТЭМИ)».
Научные интересы — теория и практика создания высокоэнергетических материалов, изучение физико-химических процессов в ударных и детонационных волнах.
Изучил физико-химические процессы образования наноалмазов при детонационном превращении взрывчатых веществ. В качестве главного инженера проекта принимал участие в разработке и создании единственного в России производства высокопредохранительных взрывчатых веществ на промышленной площадке АО "ФНПЦ «Алтай».
При его участии разработаны технологии и созданы производства детонационных искусственных наноалмазов и сверхтвердых материалов для машиностроения; высокопредохранительных взрывчатых веществ для угледобывающей промышленности; взрывчатых веществ промышленного и специального назначения.
С 2014 года является руководителем научной школы «ХТЭМИ» (Химическая технология энергонасыщенных материалов и изделий).
Доктор технических наук, профессор.
Лауреат Государственной премии РФ 1994 года — за разработку технологии и создание промышленного производства ультрадисперсных алмазов.
Лауреат премии Правительства РФ (2002) - за разработку технологии и создание автоматизированного производства промышленных высокопредохранительных взрывчатых веществ.
Лауреат премии Ленинского комсомола (1987).
Награжден бронзовой медалью ВДНХ, медалями «300 лет Российскому флоту», «Горняцкая слава» I степени¸ медалью Федерации Космонавтики России им. Ю. А. Гагарина и медалью Федерации Космонавтики России им. Я. Ф. Савченко.
Автор 190 научных работ, из них 3 монографии, 39 авторских свидетельств и патентов, в том числе 12 зарубежных.
Сочинения:
- Детонационный синтез наноматериалов. Наноалмазы и нанотехнологии [Текст] : монография : [для студентов и аспирантов, обучающихся по специальности «Химическая технология и энергонасыщенных материалов и изделий»] / Е. А. Петров ; М-во образования и науки РФ, Бийский технологический ин-т (фил.) федерального гос. бюджетного образовательного учреждения высш. проф. образования «Алтайский гос. технический ун-т им. И. И. Ползунова». — Бийск : Изд-во Алтайского гос. технического ун-та им. И. И. Ползунова, 2015. — 259 с. : ил.,портр.; 21 см; ISBN 978-5-9257-0295-6 : 500 экз.
- Прикладные аспекты технической химии [Текст] : монография / Е. А. Петров, С. В. Сысолятин, В. А. Шандаков ; М-во образования и науки РФ, Бийский технологический ин-т (фил.) федерального гос. бюджетного образовательного учреждения высш. проф. образования «Алтайский гос. технический ун-т им. И. И. Ползунова». — Бийск : Изд-во Алтайского гос. технического ун-та им. И. И. Ползунова, 2014. — 147 с. : ил., табл.; 21 см; ISBN 978-5-9227-0286-4
- Химия энергоемких соединений: [Текст] : учебное пособие для студентов, обучающихся по специальности 18.05.01 «Химическая технология энергонасыщенных материалов и изделий» / А. А. Лобанова, З. В. Орлова, Е. А. Петров ; Министерство образования и науки РФ, Бийский технологический институт (филиал) федерального государственного бюджетного образовательного учреждения высшего образования «Алтайский государственный технический университет им. И. И. Ползунова». — 2-е изд. — Бийск : Изд-во Алтайского гос. технического ун-та им. И. И. Ползунова, 2018. — 111 с. : ил., табл.; 20 см.